# Midnight Series: Moonlight Chicken
Midnight Series: Moonlight Chicken (พระจันทร์มันไก่) é uma série de televisão tailandesa produzida pela GMMTV e exibida pela GMM 25 de 8 de fevereiro a 2 de março de 2023, dirigida por Noppharnach Chaiyahwimhon (Backaof) e estrelada por Pirapat Watthanasetsiri (Earth) e Sahaphap Wongratch (Mix). Moonlight Chicken é a terceira parte da Midnight Series, depois de Midnight Motel (2022–2023) e Dirty Laundry (2023).
Moonlight Chicken foi apresentado como um dos eventos "GMMTV 2022: Borderless" da GMMTV em 1º de dezembro de 2021. No entanto, estreou oficialmente em 8 de fevereiro de 2023 na GMM 25, todos os sábados às 20h30 IST (8:30pm).

## Sinopse
Jim (Pirapat Watthanasetsiri), proprietário do restaurante Moonlight Chicken, famoso pelo seu arroz de frango estilo hainês, está lutando para administrar seu pequeno negócio em meio à pandemia e ao alto custo de vida. Embora o restaurante fosse popular entre os clientes noturnos, a política de recargas gratuitas de pratos não se traduziu em lucros para Jim. No entanto, ele estava determinado a continuar administrando o Moonlight Chicken.
Jim, um homem gay solteiro de quase trinta anos, é conhecido como Tio Jim por muitas pessoas. Kaipa (Thanawat Rattanakitpaisarn), seu amigo que administra uma barraca de frango próxima, tem uma queda por Jim, mas Jim não demonstra nenhum interesse romântico por ele. A mãe de Kaipa (Narinthorn Na Bangchang) se preocupa com a felicidade do filho e anseia por um relacionamento mais sério entre Jim e Kaipa.
Jim mora com seu sobrinho adolescente, Li Ming (Nattawat Jirochtikul), que trabalha meio período em um restaurante. Jam (Pijika Jittaputta), irmã mais velha de Jim e mãe de Li Ming, deixou o filho aos cuidados de Jim. O relacionamento deles costumava ser tenso, pois Li Ming tinha um comportamento rebelde e um desejo de viajar para o exterior, o que Jim desaprovava. Recentemente, Li Ming fez amizade com Heart (Norawit Titicharoenrak), um adolescente surdo com pais rígidos.
Uma noite, Jim encontra Wen (Sahaphap Wongratch), um cliente bêbado, desmaiado em seu restaurante. Jim o acorda e fica com ele enquanto espera uma carona. Enquanto os dois conversam, eles sentem um vínculo especial e acabam se conectando romanticamente na casa de Jim. No entanto, eles se separaram no dia seguinte sem saberem os nomes um do outro.
Após o caso, Wen desenvolve sentimentos mais profundos por Jim. Ela retorna para Moonlight Chicken e tenta seduzir Jim para um relacionamento mais sério. No entanto, Jim recusa e só quer ter um relacionamento simples. Wen não desiste e tenta se envolver na vida de Jim, na esperança de fazê-lo mudar de ideia.
Os problemas surgem quando Wen descobre que o projeto mais recente de sua empresa envolve a reforma do bairro ao redor do Moonlight Chicken. Este projeto inclui a destruição do amado restaurante de Jim. Wen está preso entre seu desejo de estar com Jim e suas responsabilidades no trabalho.
Diante do conflito entre amor e dever, Wen deve fazer uma escolha difícil. Enquanto isso, Jim deve enfrentar um conflito interno sobre o que ele realmente deseja em sua vida, seja apenas um relacionamento temporário ou uma chance de encontrar uma felicidade mais duradoura.

## Elenco

### Principal
- Pirapat Watthanasetsiri (Earth) como Jim
- Sahaphap Wongratch (Mix) como Wen

### Recorrente
- Thanawat Rattanakitpaisarn (Khaotung) como Kaipa
- Kanaphan Puitrakul (First) como Alan
- Norawit Titicharoenrak (Gemini) como Heart
- Nattawat Jirochtikul (Fourth) como Li Ming
- Pakin Kuna-anuvit (Mark) como Saleng
- Benyapa Jeenprasom (View) como Praew
- Phromphiriya Thongputtaruk (Papang) como Beam
- Patomburana Kittisak como Gong, amigo de Wen

### Convidado
- Chokchai Charoensuk como Chawin, padrasto de Wen (Ep. 3)
- Arun Asawasuebsakul (Ford) como cantor (Ep. 4)
- Mac Thepthana Palkavong Na Ayudhaya como Pastor (Ep. 4)
- Noppharnach Chaiyahwimhon (Backaof) como Garçom (Ep. 5)
- Kornphom Niyomsilp como vendedor de chá de bolhas (Ep. 5)
- Himawari (Ep. 8)
- Inthiporn Tamsukhin (Maxine) como Khwan
- Pijika Jittaputta (Lookwa) como Jam, mãe de Li Ming
- Suraphan Chaopaknam como Suphot, pai de Heart
- Pornnapa Thepthinnakorn (Sui) como Jintana, mãe de Heart
- Narinthorn Na Bangchang como Hongdarun Kansamut, mãe de Kaipa
- Kitsadee Phuangprayong (Bank)

## Prêmios e Indicações
| Ano  | Associações             | Categoria                            | Nomeações                          | Resultado |
| ---- | ----------------------- | ------------------------------------ | ---------------------------------- | --------- |
| 2023 | ContentAsia Awards 2023 | Melhor programa LGBTQ+ Feito na Ásia | Midnight Series: Moonlight Chicken | Venceu    |
| 2023 | Série Y do Ano          | Melhor Série Asiática                | Midnight Series: Moonlight Chicken | Venceu    |